# Fedele Tirrito

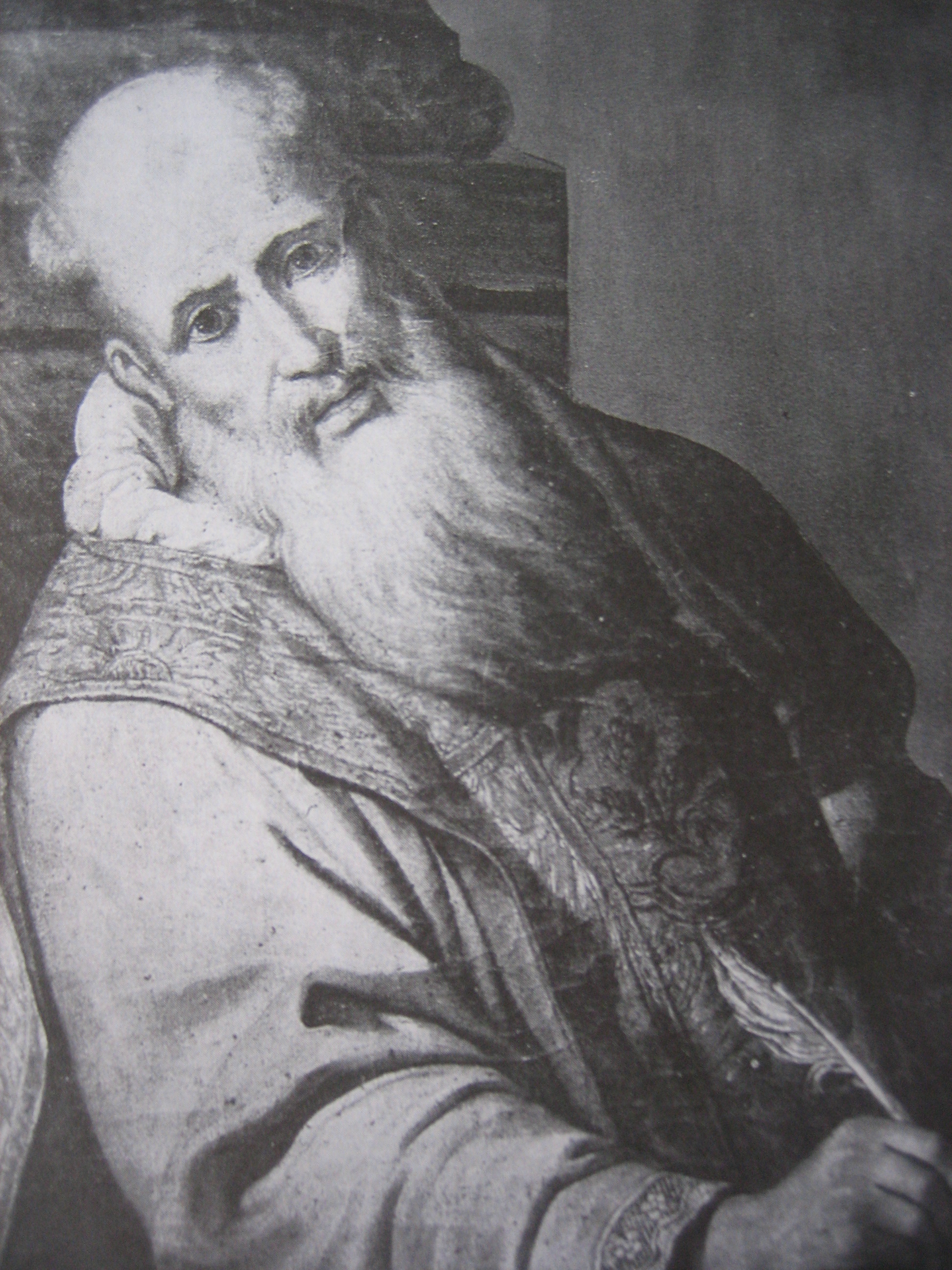
Selbstbildnis von Fedele Tirrito

Fedele Tirrito, eigentlich Matteo Sebastiano Palermo Tirrito (* 18. Januar 1717 in San Biagio Platani; † 9. August 1801 in Palermo) war Maler, Schriftsteller, Prediger und Kapuzinerpater des Spätbarock auf Sizilien.

## Leben
1742–1751 studierte er bei dem Maler Olivio Sozzi, der zu der Zeit in Palermo tätig war. 1751/52 ging er nach Rom und vervollkommnete seine Kenntnisse bei
Marco Benefial und Sebastiano Conca an der Accademia del Nudo. Die meisten seiner Bilder befinden sich in der Provinz Agrigent, in der sich auch sein Geburtsort befindet. In der Chiesa Madre von Casteltermini sind die meisten seiner Bilder zu sehen. Einer seiner Schüler war Gaetano Mercurio.
In der Zeit von 1752 bis 1754 fertigte er 20 Bilder für seinen Orden in Palermo an. 
1755 wurde er zum Prediger ernannt und hielt jährlich während der Osterwoche Predigten in verschiedenen Orten Siziliens. Danach wandte er sich vermehrt geistlichen Tätigkeiten und der Schriftstellerei zu. Sein Hauptwerk sind Dialoghi familiari sopra pittura (familiäre Dialoge zur Malerei), das 1788 entstand und in dem er sich kritisch zur Lage der zeitgenössischen Kunst und seinen Malerkollegen äußert. Außerdem verfasste er diverse dramatisch-kommödische Schriften, von denen allerdings keine erhalten blieb.
Fedele Tirrito wurde in den Katakomben seines Kapuzinerordens in Palermo beigesetzt.

## Werk
- Convento dei Cappuccini, (San Giovanni Gemini): Hauptaltarbild Immacolata
- Chiesa Madre (Casteltermini): Madonna mit Kind und den Hl. Franziskus und Antonius von Padua (1741–42)
- Chiesa Madre (Casteltermini): Madonna, Engel und Heilige genannt o Porziuncola (1750–62)
- Chiesa Madre (Casteltermini): Tod des Josef (1759–62)
- Chiesa Madre (Casteltermini): Glorie des Hl. Fidelis von Sigmaringen (1759–62)
- Chiesa Madre (Casteltermini): Madonna Immacolata (1759–62)
- Chiesa Madre (Casteltermini): Madonna mit Hl. Kapuzinern (1768)
- Chiesa Madre (San Biagio Platani) Tafelbild
- Kathedrale von Palermo: Glorie der Hl. Franziskus und Dominikus